# Godzilla
Godzilla (jap. ゴジラ Gojira) – fikcyjny gigantyczny potwór kaijū z serii filmów o tej samej nazwie. Po raz pierwszy pojawił się w filmie Godzilla z 1954. Prawa do niego posiada wytwórnia Tōhō. Jest jedną z najpopularniejszych ikon japońskiej popkultury. W zależności od medium jest kreowany na zagrożenie dla ludzkości albo jej obrońcę. Jego przeciwnikami często są inne gigantyczne potwory, czasem zsyłane na Ziemię przez kosmitów.

## Projekt i tworzenie

### Geneza

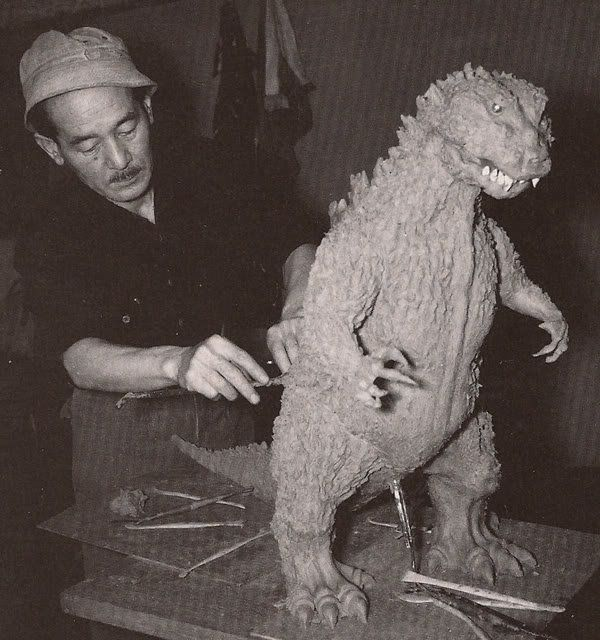
Teizō Toshimitsu rzeźbiący ostateczny projekt potwora

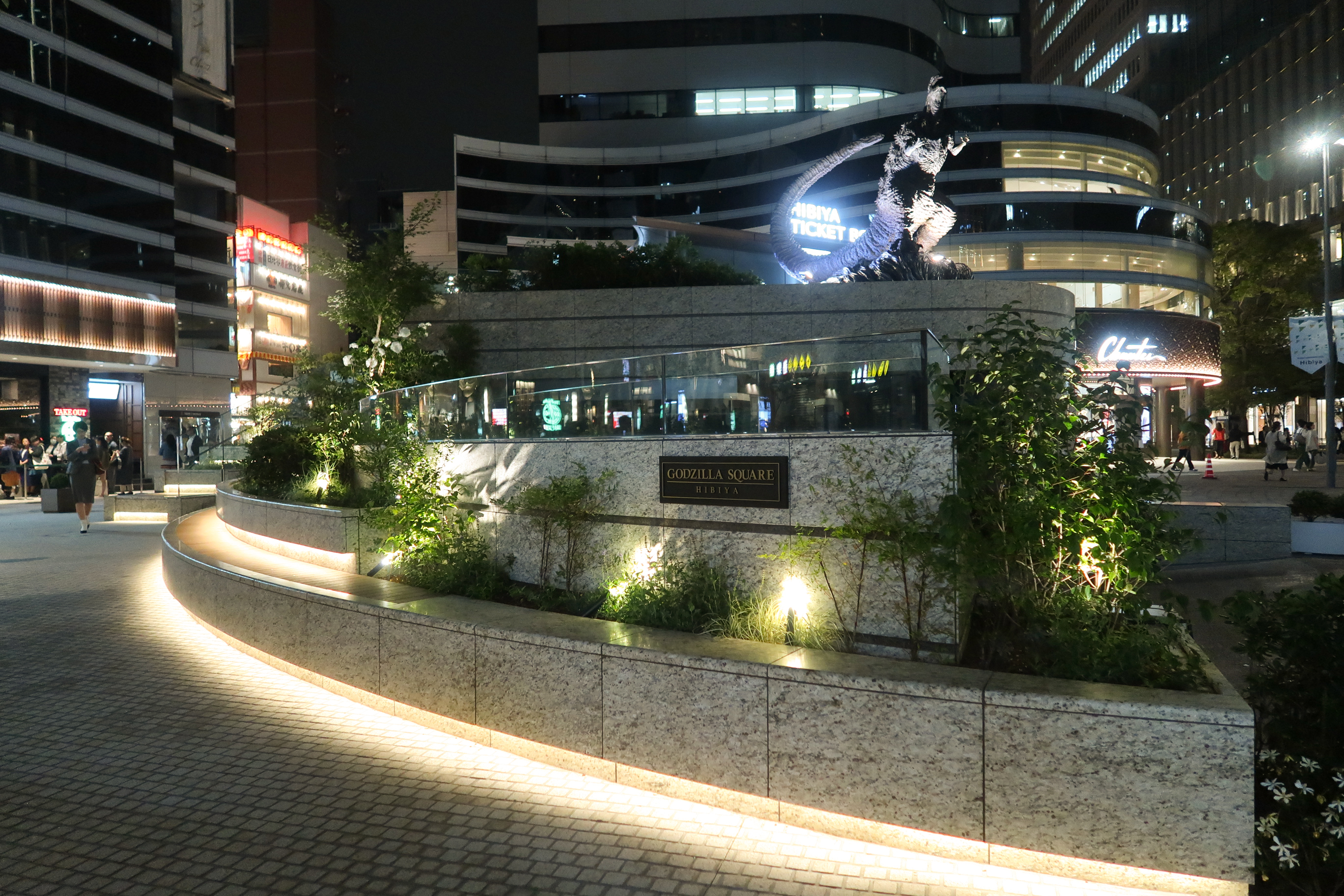
Pomnik potwora na Hibiya Godzilla Square

Godzilla powstał na potrzeby filmu Godzilla z 1954, wyprodukowanego przez wytwórnię Tōhō. Potwór miał być metaforą broni jądrowej i tak jak ona miał być nie do powstrzymania oraz niszczyć wszystko na swojej drodze. Reżyser filmu Ishirō Honda osobiście widział zniszczenia w Hiroszimie, spowodowane zrzuceniem bomby atomowej i chciał je wiernie odwzorować w filmie. Jednym z powodów posłużenia się metaforą był fakt, że broń jądrowa była w Japonii tematem tabu, do czego przyczyniła się zniesiona dopiero dwa lata wcześniej cenzura. Film Godzilla był także inspirowany amerykańskim filmem Bestia z głębokości 20 000 sążni z 1953, w którym dinozaur Rhedosaurus w stanie hibernacji zostaje przebudzony wskutek testów broni jądrowej i atakuje Nowy Jork.
Między kwietniem a majem 1954 powstały różne projekty postaci. Początkowo Tomoyuki Tanaka nie chciał, aby potwór przypominał jaszczurkę, ponieważ nie chciał zapożyczać zbyt wiele od filmu Bestia z głębokości 20 000 sążni. Poważnie rozważano pomysł, by potwór przypominał połączenie goryla i wieloryba. Także jego imię, Gojira (jap. ゴジラ Gojira), powstało z połączenia słów goryl (jap. ゴリラ gorira) i wieloryb (jap. 鯨 kujira). Wczesne szkice przedstawiają Gojirę jako stworzenie z głową przypominającą grzyb, co miało nawiązywać do grzyba atomowego. Pracujący przy produkcji specjalista od efektów specjalnych Eiji Tsuburaya proponował, aby stwór był ogromną ośmiornicą, nawiązując przy tym do historii, którą Tsuburaya napisał w odpowiedzi na film o King Kongu. Z powodu braku porozumienia w sprawie wyglądu, Tanaka postanowił, że potwór będzie jednak przypominał dinozaura. Postanowiono przy tym, że będzie pokryty łuską, która wyglądem miała przypominać blizny, które miały ofiary ataków atomowych na Hiroszimę i Nagasaki w 1945.

### Charakterystyka
Godzilla miał różne cechy wyglądu i charakteru w zależności od źródła (filmu, serialu, komiksu itp.). Utrwaliły się jednak pewne elementy, które najczęściej pojawiają się w różnych wersjach.
Najczęściej Godzilla jest przedstawiany jako ogromna i agresywna jaszczurka morska, pochodząca z czasów prehistorycznych i przebudzona wskutek promieniowania radioaktywnego. Jest stworzeniem podobnym do dinozaura, będącego kombinacją tyranozaura, iguanodona, stegozaura i aligatora. Jest pokryty czarną lub szarą łuską. Stoi i przemieszcza się na dwóch tylnych nogach oraz ma długi gruby segmentowany ogon.
W filmie Godzilla kontra Król Ghidorah (1991) zostaje wyjaśnione, że Godzilla jest dinozaurem z gatunku Godzillasaurus, zmutowanym wskutek promieniowania radioaktywnego. W Godzilla kontra Mechagodzilla II (1993) ludzie odkrywają, że Godzilla ma drugi mózg u nasady ogona.
Jego płeć zazwyczaj jest niesprecyzowana w japońskich produkcjach, jednak w przekładach na język angielski i polski oraz w amerykańskich produkcjach Godzilla zwykle utożsamiany jest z rodzajem męskim. Także w niektórych japońskich mediach Godzilla jest ukazany jako płci męskiej. Przez lata w polskich przekładach Godzilla był tłumaczony jako płci żeńskiej, w związku wyrazami kończącymi się a przypisywanymi rodzaju żeńskiego. Jednakowo w recenzji Godzilli na łamach „Filmu” z 24 listopada 1957 roku Godzilla był określany jako płci męskiej.

### Umiejętności
Godzilla wykazuje się dużą siłą fizyczną i niewrażliwością na konwencjonalną broń wojskową.
Jedną z jego charakterystycznych umiejętności jest zabójczy wydech z paszczy. W pierwszym filmie z 1954 są to żrące opary. W latach 60. XX wieku Godzilla zaczął strzelać z ust niebieskim promieniem, który poprzedza pojawienie się migoczącego światła w ustach potwora. W niektórych amerykańskich produkcjach, zamiast promienia lub żaru, Godzilla zionie ogniem. W filmie Godzilla kontra Hedora (1971) Godzilla wykorzystuje tę właściwość, aby unosić się w powietrzu i latać.
W filmie Ghidorah – Trójgłowy potwór z 1964 Godzilla i inne potwory po raz pierwszy wykazały zdolność porozumiewania się ze sobą, a nawet prowadzenia dialogów. W Godzilla kontra Gigan z 1972 Godzilla i Anguirus porozumiewają się, posługując się ludzką mową.
Film Shin Gojira z 2016 przedstawia Godzillę jako potwora, który na początku jest jasno ubarwionym, olbrzymim potworem morskim bez ramion. W trakcie filmu przechodzi metamorfozę i zdobywa umiejętności, których nie posiadała wcześniej żadna inna wersja tej postaci. Ma dodatkową paszczę na ogonie oraz potrafi dmuchać czarnym dymem i strzelać niszczycielskim promieniem z pysków oraz kolców. Zanim został pokonany, na jego ogonie zaczęły się tworzyć człekopodobne organizmy.

### Głos
Godzilla ma bardzo charakterystyczny i rozpoznawalny ryk. W produkcji pierwszego filmu z jego udziałem próbowano wykorzystać do jego stworzenia odgłosy różnych zwierząt. Efekty nie były jednak zadowalające. Dopiero kompozytor muzyki do filmu, Akira Ifukube, wpadł na pomysł, aby użyć instrumentu muzycznego. Ostateczny ryk został stworzony przez pocieranie strun kontrabasu skórzaną rękawicą, pokrytą żywicą ze smoły sosnowej. Ten dźwięk był wykorzystywany w kolejnych filmach, czasem ze zmienioną częstotliwością, prędkością lub wzbogacony o odgłosy zwierząt, nagrane w ogrodzie zoologicznym. Sposób, w jaki został oryginalnie nagrany starano się zachować w tajemnicy przez wiele lat.

### Wymiary
| Okres     | Wzrost (m) | Długość ogona (m) | Masa (tys. t) |
| --------- | ---------- | ----------------- | ------------- |
| 1954–1975 | 50         | 65                | 20            |
| 1978      | 122        | nieznana          | 0,6           |
| 1984–1989 | 80         | 108               | 50            |
| 1991–1995 | 100        | 140               | 60            |
| 1998      | 60         | 78                | 0,5           |
| 1999–2000 | 55         | 78                | 25            |
| 2001      | 60         | 85                | 30            |
| 2002–2003 | 55         | 78                | 25            |
| 2004      | 100        | 100               | 55            |
| 2014      | 108        | 167,74            | 90            |
| 2016      | 28-118,5   | nieznana          | ?-92          |
| 2017–2018 | 50-300     | nieznana          | 10-100        |
| 2019      | 119,8      | 177,4             | 99,634        |

## Odbiór

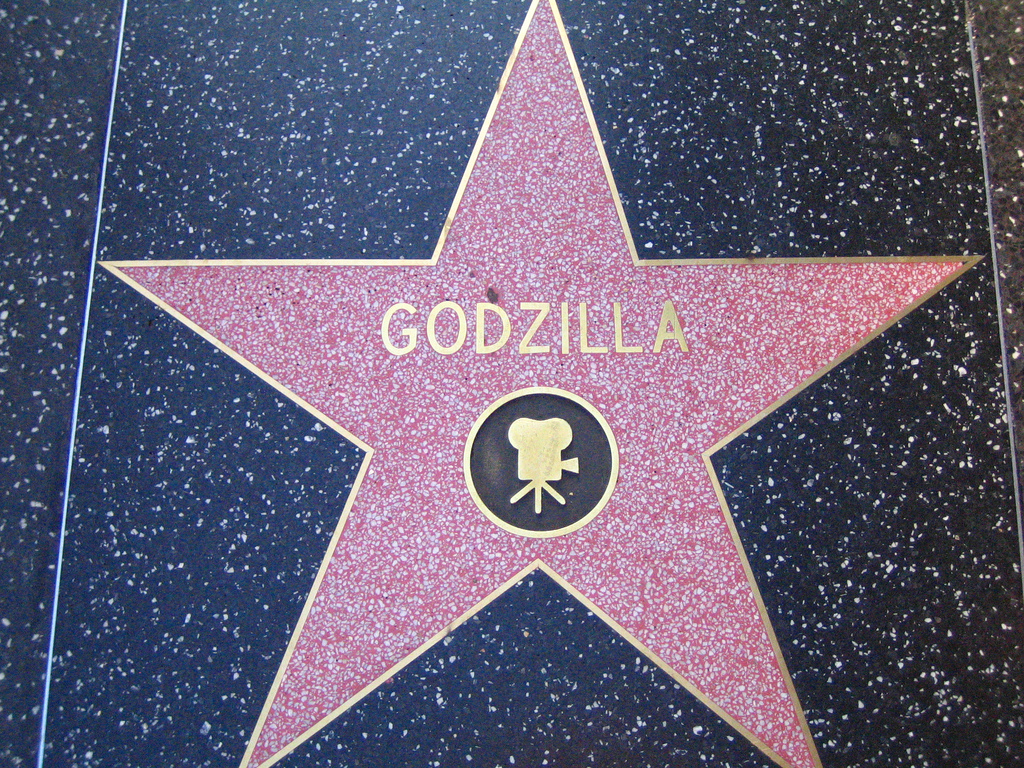
Gwiazda Godzilli w Alei Gwiazd w Los Angeles

Godzilla jest jedną z najbardziej rozpoznawalnych międzynarodowo ikon japońskiej kultury popularnej. Filmy o Godzilli ukształtowały w kulturze archetyp kaijū, czyli niebezpiecznego gigantycznego potwora o tajemniczym pochodzeniu. Postać Godzilli zainspirowała cały gatunek filmów kaijū oraz inne filmy o potworach dewastujących miasto, takie jak Projekt: Monster z 2008 i Pacific Rim z 2013.
Fenomen Godzilli sprawił, że do slangu w języku angielskim wszedł przyrostek -zilla, który jest używany do podkreślania dużych rozmiarów, niszczycielskiej siły lub podobieństwa do potwora.
Godzilla ma swój pomnik w Tokio, obok budynku TOHO Cinemas Chanter, na placu Hibiya Godzilla Square, nazwanym tak na cześć potwora, w dzielnicy Chiyoda. Pierwotnie został postawiony w 1995, ale zamieniony w 2018 na Godzillę w postaci z filmu Shin Godzilla.
W 2014 Godzilla otrzymał gwiazdę w Alei Gwiazd w Los Angeles.
Na cześć Godzilli zostały nazwane oprogramowania Bugzilla i JIRA. W 2018 NASA nazwało jeden z gwiazdozbiorów imieniem Godzilli.
Powstały także utwory muzyczne nazwane na cześć Godzilli: Godzilla autorstwa Blue Öyster Cult z 1977, Godzilla! autorstwa The Creatures z 2003 i Godzilla Keshy z 2017. W 1996 we Francji sformował się zespół muzyczny Gojira, a w 2003 raper Yukmoutha wydał album muzyczny o nazwie Godzilla.